# 矢野謙次
矢野 謙次（やの けんじ、1980年9月21日 - ）は、東京都三鷹市出身の元プロ野球選手（外野手、右投右打）、プロ野球コーチ。
愛称は「ヤノケン」。

## 経歴

### プロ入り前
小学校2年の時に「三鷹リトルシニア」で野球を始める。同じリトルシニアには高江洲拓哉が所属していた。三鷹市立第六中学校時代の「三鷹シニア」ではエース兼4番打者として関東大会に出場。國學院久我山高校では同級生に笠木新や田村知佳（女子野球代表、高校女子野球部監督）ら、1年下に河内貴哉がいた。1997年秋季東京大会では河内の好投もあって準決勝に進むが国士舘高に敗退。翌1998年夏の甲子園西東京予選も準決勝で桜美林高に10-9で惜敗、甲子園には届かなかった。
國學院大學に進学。当時の國學院大は東都大学野球リーグ二部に低迷していたが、通算23本塁打を記録し「井口資仁二世」と呼ばれる。当時高校の先輩である井口が所属していた福岡ダイエーホークスや日本ハムファイターズが獲得意思を示したが、矢野は高校時代から注目してくれていたという読売ジャイアンツ（巨人）への入団を熱望していた。同球団関係者は「足が速いし、魅力がある。打撃もパンチ力があり、遠くへ飛ばす力を持っている」と高く評価していた。
2002年のNPBドラフト会議で、巨人から6巡目で指名を受け、契約金6000万円、年俸660万円（金額は推定）という条件で入団した。背番号は48。

### 巨人時代
2003年には、春季キャンプから一軍へ帯同すると、オープン戦では同期入団の高卒内野手・長田昌浩と共に安打を放った。レギュラーシーズンでは、8月19日の対横浜ベイスターズ戦（東京ドーム）7回裏に、ロベルト・ペタジーニの代走で一軍公式戦にデビュー。ただし、シーズンの大半を二軍で過ごした。シーズン終了後に結婚。
2004年には、7月24日の対横浜戦（横浜スタジアム）に、「8番・右翼手」として出場。一軍公式戦で初めてスタメンに起用されると、4回表の第2打席では、一軍公式戦での初安打・初打点を吉見祐治からの適時打で記録した。翌25日の同カードでは、5回表の第2打席にスコット・マレンから一軍公式戦初本塁打を放っている。
2005年のシーズンは主に二番打者、右翼手・中堅手として85試合に出場。打率.281、7本塁打の成績を残した。7本塁打のうち4本を横浜ベイスターズの土肥義弘から打った。
2006年は、4月終了時点でセントラル・リーグの打率ランキングで2位につける好スタート。また、秋季キャンプで課題となっていたスローイングも補正され、走者をアウトにする場面も多くなり、とくに高橋由伸の中堅手への転向で空いた右翼手の守備に適性を見せた。しかし、6月12日に左足小指の骨折が判明し、出場選手登録を抹消される。7月11日の横浜戦（札幌ドーム）で一軍復帰し即先発出場。7月16日の対東京ヤクルトスワローズ戦で高津臣吾から決勝点となる6号本塁打を打った。その後は故障の影響などもあり徐々に成績が下降したが、盗塁11、二塁打18の数字を残した。シーズン終了後には秋季キャンプを辞退し、骨折箇所のボルト除去手術を受けた。
2007年は代打起用でシーズンを迎える。高橋が右翼手に戻り、一時は中堅手としてデーモン・ホリンズや鈴木尚広と併用されたが、矢野が中堅手としての守備に不慣れな面を見せたことや、監督の原辰徳曰く「攻撃と守備のバランスが取れた」ホリンズが先発として起用され、矢野は代打に回った。5月31日の福岡ソフトバンクホークス戦（東京ドーム）では、7回裏一死満塁の場面で福田聡志の代打で登場した清水隆行の代打で（代打の代打で）登場し、篠原貴行から代打逆転満塁本塁打を放った。この本塁打は観戦に来ていた会長の渡邉恒雄から「今日の（矢野の）一発は1000万円以上の価値がある」と賞賛された。代打逆転満塁本塁打は巨人では1987年に原が記録して以来、球団史上5人目（他には樋笠一夫、広野功、駒田徳広。樋笠と広野はサヨナラ）、代打の代打による満塁本塁打は初の快挙となった。6月11日の北海道日本ハムファイターズ戦では武田勝から決勝ソロ本塁打。1-0のスコアで勝利した試合で代打本塁打を打ったのは、1949年の藤本英雄以来58年ぶりの快挙となった。序盤と終盤の不振もあったものの、出塁率.354、長打率.538、代打成績は39打数10安打で打率.256、本塁打4という数字を残した。
2008年は開幕前に右肘の疲労骨折と診断され出遅れる。6月に一軍昇格するが故障が再発し数日で二軍降格。二軍調整中の7月には二岡智宏の不倫スキャンダルの現場に同席していたことが報じられた。9月に二軍戦復帰するが、秋季フェニックスリーグで右膝関節を痛め、オフに手術。この年は3試合の出場に留まり、5打数無安打だった。
2009年前半は手術のリハビリに費やし、8月6日のイースタン・リーグ公式戦（東京ドーム）で四番・指名打者として実戦復帰。復帰初打席で適時打を打ち、復帰後初打席初安打初打点を記録した。二軍成績は24試合に出場して58打数17安打1本塁打5打点、打率は.293。巨人のリーグ優勝後の9月28日に一軍昇格するが、6試合の出場に留まり9打数1安打だった。
2010年5月9日の横浜戦で2年ぶりの先発出場を果たすと、適時二塁打で3年ぶりとなる打点を記録。同年5月13日の埼玉西武ライオンズ戦でも先発出場し、適時二塁打を含む2安打2四球で4打席全て出塁した。シーズン終盤に代打の切り札として昇格後は安打を重ね、代打のみならず二番打者としての先発出場などとフル回転。最終的に42試合で74打数と少ないながらも自身初のシーズン打率3割を達成。代打成功率は12球団トップの.524だった。
2011年9月30日の広島東洋カープ戦では自身2度目の代打満塁本塁打を放った。同年は前年より打率を落とすも引き続き勝負強さを発揮した。
2012年は開幕前のシアトル・マリナーズとの親善試合で左足を捻挫。靭帯損傷で開幕戦出場選手から外れた。後半戦に復帰し、10月7日の横浜DeNAベイスターズ最終戦（東京ドーム）で1-1で迎えた延長10回裏に藤江均から自身初の代打サヨナラ本塁打を打った。日本ハムとの日本シリーズでは、6戦目に先発出場して先制打となる適時打を打ち、優勝に貢献した。
2013年は代打の切り札として大活躍し、監督の原から「神様」と賞賛された。代打成績は53打数19安打、打率.358。シーズン代打安打19は球団新記録となった。また、チャンスでの強さが際立ち、得点圏打率は.349、満塁では13打数6安打で打率.462だった。なお東北楽天ゴールデンイーグルスとの日本シリーズでは第7戦の9回に田中将大の前に三振を喫し、最後の打者となってしまった。
2014年はこれまでのような勝負強さが見られず打率.179と低迷した。
2015年も代打で出場するも8試合で14打数1安打、打率.071とさらに不調となり、6月10日、北篤・矢貫俊之との交換トレードで須永英輝と共に北海道日本ハムファイターズへ移籍することが発表された（支配下選手登録は翌11日）。前日から翌11日までの3日間、札幌ドームでは日本ハムと巨人との3連戦が開催されており、11日の試合前には矢野が須永と共に試合開始前の札幌ドームを訪れてライト側の外野スタンドに陣取る巨人のファンに別れの挨拶をした。

### 日本ハム時代

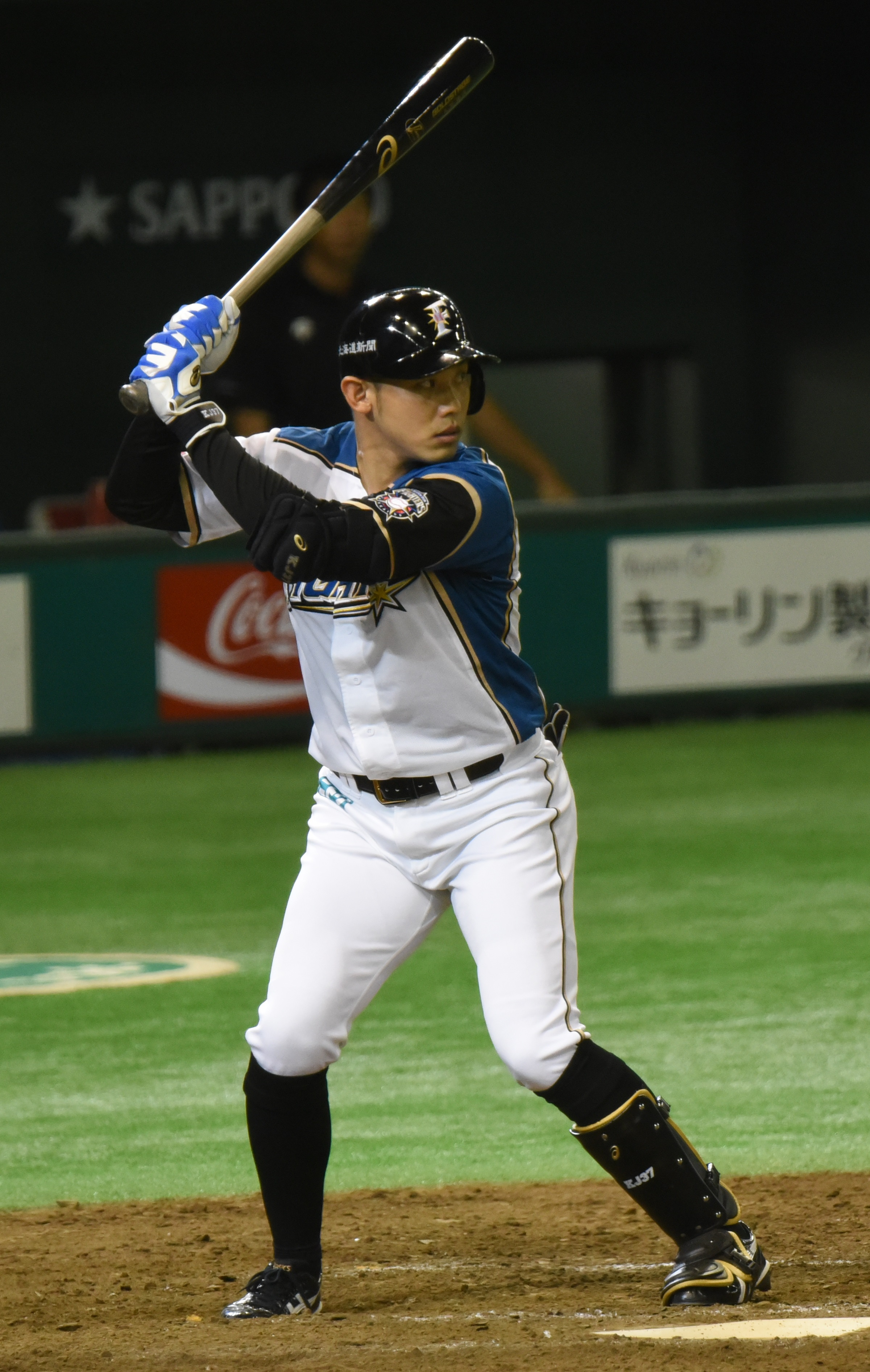
日本ハム時代
（2015年9月3日 東京ドーム）

2015年6月12日の対DeNA戦で、「6番・指名打者」として先発出場し、6打数3安打と、移籍後初出場にして猛打賞の大活躍で、初のヒーローインタビューを受けた。6月14日、同カード第3戦の6回裏に逆転3点本塁打を放ち、出場3戦目で2度目のヒーローインタビューを受けて「今まで（巨人時代）だったら、あそこの打席に立っていなかったと思うんですよね。絶対に代打を出されて代えられていた。あそこで（打席に）行かせてもらえて、絶対に打ってやろうと、マジ気合で打ちました」と目を潤ませながら語った。また、この本塁打は2013年8月22日の対ヤクルト戦以来の本塁打となった。その後もしばらくは安打を重ねたが、シーズン終盤には長いスランプに陥り、最終的には40試合で76打数15安打1本塁打5打点、打率.197でシーズンを終える。
2016年は古傷の右膝の違和感で出遅れ、5月27日に一軍昇格。痛みを抱えながらのプレーで代打限定、出塁すると即代走の形でシーズンを過ごす。34試合で29打数6安打1本塁打8打点、打率.207。巨人時代から3年連続で低調な数字となったが、6月15日対DeNA戦の9回まで0対0の均衡を破る代打2ラン、7月30日の対ソフトバンク戦の押出しサヨナラ死球、9月7日対ロッテ戦の逆転2点適時打など、少ない出場機会の中でも代打の切り札として存在感を示した。11月4日にFA権を行使せず残留することを表明した。
2017年も代打中心で44試合出場。9安打10打点、打率.205。チームの低迷による若手中心起用の影響などで出場機会が減り、シーズン後半は二軍調整が続いた。この年、｢松坂世代｣と呼ばれる同級生の多くが引退や戦力外となる中ではあったが、海外FA権を行使せずに残留となった。
2018年も出場機会が減り、9月28日に現役引退が発表された。引退発表直後のイースタン・リーグ対巨人戦では、慣れ親しんだ読売ジャイアンツ球場でシーズン初となる代打3ランを放つ。さらに10月10日、札幌ドームでの対千葉ロッテマリーンズ戦で引退試合が行われ、7回裏二死一塁で近藤健介の代打で出場し唐川侑己から左前安打を放ち、現役生活を終えた。

### 現役引退後
日本ハム球団の職員として、チーム統轄本部の特命コーチに就任。2019年には、2月から3期（1期につき2か月）にわたって、業務提携球団のテキサス・レンジャーズに留学している。当初の予定では傘下のマイナーチームへ帯同するだけだったが、1期目には、ベンチコーチであるドン・ワカマツの計らいでメジャーチームのスプリング・トレーニング（春季キャンプ）へ招待。その後のプレシーズン・ゲーム（オープン戦）では、日本ハムの現役時代と同じ背番号37のユニフォーム姿で、ワカマツと並んでベンチに入っている。
2020年シーズンからは日本ハムの一軍外野守備コーチ兼打撃コーチ補佐に就任した。9月には一軍内野守備コーチであった飯山裕志の体調不良を背景に、臨時一塁ベースコーチを兼任。その際に声を張り上げたことが話題となり、「コーチャーは人を動かさないといけない。あれだけ大きい声で指示を出せば（走者が）戻るでしょ？それに俺がそうすることで、君たち（メディア）が取り上げてくれて、アマチュアの子たちも見てくれる。「プロでもこれだけ声を出すんだ」と思ってくれる。そうしたら、子供たちもどんどん主張できるように変わっていくと思うんだよね」とコメントし、また、コーチ1年の総括として「選手にものすごく助けてもらった」とコメントした。2021年シーズンからは二軍打撃コーチに転換され、翌2022年シーズンまで務めた。
コーチ退任後の2023年はスカウト部スカウトに転身し、同年10月26日に行われたドラフト会議の、翌27日に退団が発表された。
同日中に、巨人に一軍打撃コーチとして復帰することが発表された。背番号は80。
2024年10月28日、二軍打撃チーフコーチへの配置転換が発表された。

## 選手としての特徴・人物
パンチ力を秘めた勝負強い打撃と俊足強肩が武器の外野手。プロ入り後は「キャリアの半分がリハビリ」と語るほど故障が多く、完全なレギュラー定着とはならなかったが、その卓越した勝負強さで主に『代打の切り札』として活躍した。
明るくて物怖じしない性格の持ち主。現役時代に臨んだ試合では、ハッスルプレーやボールへ積極的に食らいつく姿勢をしばしば見せながら、ベンチで率先して声を挙げるなど、チームのムードメーカーにもなっていた。現役引退後に日本ハムの特命コーチとして留学したレンジャーズで、留学者やコーチ初心者としては異例のメジャーチーム帯同を認められたのも、日系アメリカ人であるワカマツからそのような性格を高く評価されたことによる。ちなみに、日本ハムの現役時代に一番仲が良かったのは西川遥輝で、巨人からの移籍後最初に話しかけてくれたチームメイトだという。
日本ハム時代のチームメイトで、2019年のレンジャーズ留学中に矢野の通訳を務める榎下陽大に「僕がいなくてもいいくらい英語が聞き取れていますよ」と言われるほど、英語でのコミュニケーション能力も高く評価されている。

## 詳細情報

### 年度別打撃成績
| 年 度      | 球 団      | 試 合 | 打 席 | 打 数 | 得 点 | 安 打 | 二 塁 打 | 三 塁 打 | 本 塁 打 | 塁 打 | 打 点 | 盗 塁 | 盗 塁 死 | 犠 打 | 犠 飛 | 四 球 | 敬 遠 | 死 球 | 三 振 | 併 殺 打 | 打 率 | 出 塁 率 | 長 打 率 | O P S |
| ---------- | ---------- | ----- | ----- | ----- | ----- | ----- | -------- | -------- | -------- | ----- | ----- | ----- | -------- | ----- | ----- | ----- | ----- | ----- | ----- | -------- | ----- | -------- | -------- | ----- |
| 2003       | 巨人       | 3     | 2     | 1     | 0     | 0     | 0        | 0        | 0        | 0     | 0     | 0     | 0        | 0     | 0     | 0     | 0     | 1     | 1     | 0        | .000  | .500     | .000     | .500  |
| 2004       | 巨人       | 10    | 18    | 18    | 2     | 4     | 1        | 0        | 1        | 8     | 2     | 0     | 0        | 0     | 0     | 0     | 0     | 0     | 4     | 0        | .222  | .222     | .444     | .667  |
| 2005       | 巨人       | 85    | 228   | 203   | 27    | 57    | 7        | 1        | 7        | 87    | 14    | 2     | 1        | 11    | 1     | 9     | 0     | 4     | 30    | 5        | .281  | .323     | .429     | .751  |
| 2006       | 巨人       | 103   | 372   | 335   | 36    | 90    | 18       | 0        | 6        | 126   | 30    | 11    | 3        | 2     | 1     | 21    | 2     | 13    | 66    | 6        | .269  | .335     | .376     | .711  |
| 2007       | 巨人       | 103   | 178   | 158   | 28    | 46    | 14       | 2        | 7        | 85    | 29    | 1     | 2        | 3     | 1     | 9     | 1     | 7     | 32    | 2        | .291  | .354     | .538     | .892  |
| 2008       | 巨人       | 3     | 8     | 5     | 0     | 0     | 0        | 0        | 0        | 0     | 0     | 0     | 1        | 1     | 0     | 2     | 0     | 0     | 0     | 1        | .000  | .286     | .000     | .286  |
| 2009       | 巨人       | 6     | 9     | 9     | 0     | 1     | 0        | 0        | 0        | 1     | 0     | 0     | 0        | 0     | 0     | 0     | 0     | 0     | 1     | 1        | .111  | .111     | .111     | .222  |
| 2010       | 巨人       | 42    | 88    | 74    | 8     | 23    | 4        | 1        | 2        | 35    | 13    | 0     | 2        | 4     | 0     | 10    | 0     | 0     | 11    | 1        | .311  | .393     | .473     | .866  |
| 2011       | 巨人       | 53    | 116   | 107   | 10    | 27    | 7        | 0        | 1        | 37    | 11    | 2     | 1        | 3     | 1     | 4     | 1     | 1     | 20    | 3        | .252  | .283     | .346     | .629  |
| 2012       | 巨人       | 62    | 119   | 101   | 10    | 31    | 4        | 1        | 1        | 40    | 4     | 0     | 0        | 4     | 0     | 12    | 2     | 2     | 18    | 4        | .307  | .391     | .396     | .787  |
| 2013       | 巨人       | 90    | 166   | 159   | 17    | 46    | 13       | 0        | 2        | 65    | 22    | 2     | 0        | 4     | 0     | 3     | 0     | 0     | 20    | 8        | .289  | .302     | .409     | .711  |
| 2014       | 巨人       | 54    | 85    | 78    | 2     | 14    | 3        | 0        | 0        | 17    | 3     | 0     | 0        | 2     | 1     | 4     | 0     | 0     | 13    | 3        | .179  | .217     | .218     | .435  |
| 2015       | 巨人       | 8     | 14    | 14    | 0     | 1     | 0        | 0        | 0        | 1     | 1     | 0     | 0        | 0     | 0     | 0     | 0     | 0     | 3     | 0        | .071  | .071     | .071     | .500  |
| 2015       | 日本ハム   | 40    | 84    | 76    | 5     | 15    | 4        | 0        | 1        | 22    | 5     | 0     | 0        | 0     | 0     | 4     | 0     | 4     | 10    | 3        | .197  | .274     | .289     | .500  |
| '15計      | 日本ハム   | 48    | 98    | 90    | 5     | 16    | 4        | 0        | 1        | 23    | 6     | 0     | 0        | 0     | 0     | 4     | 0     | 4     | 13    | 3        | .178  | .245     | .256     | .500  |
| 2016       | 日本ハム   | 34    | 35    | 29    | 1     | 6     | 2        | 0        | 1        | 11    | 8     | 0     | 0        | 0     | 1     | 4     | 0     | 1     | 5     | 0        | .207  | .314     | .379     | .694  |
| 2017       | 日本ハム   | 44    | 49    | 44    | 0     | 9     | 2        | 0        | 0        | 11    | 10    | 0     | 0        | 0     | 0     | 5     | 0     | 0     | 13    | 1        | .205  | .286     | .250     | .536  |
| 2018       | 日本ハム   | 19    | 19    | 17    | 2     | 4     | 0        | 0        | 0        | 4     | 1     | 0     | 0        | 0     | 0     | 1     | 0     | 1     | 4     | 0        | .235  | .316     | .235     | .551  |
| 通算：16年 | 通算：16年 | 759   | 1590  | 1428  | 148   | 374   | 79       | 5        | 29       | 550   | 153   | 18    | 10       | 34    | 6     | 88    | 6     | 34    | 251   | 38       | .262  | .319     | .385     | .704  |

### 年度別守備成績
| 年 度 | 球 団    | 外野  | 外野  | 外野  | 外野  | 外野  | 外野     |
| 年 度 | 球 団    | 試 合 | 刺 殺 | 補 殺 | 失 策 | 併 殺 | 守 備 率 |
| ----- | -------- | ----- | ----- | ----- | ----- | ----- | -------- |
| 2003  | 巨人     | 3     | 0     | 0     | 0     | 0     | ----     |
| 2004  | 巨人     | 10    | 12    | 0     | 0     | 0     | 1.000    |
| 2005  | 巨人     | 62    | 95    | 0     | 0     | 0     | 1.000    |
| 2006  | 巨人     | 100   | 165   | 7     | 3     | 2     | .983     |
| 2007  | 巨人     | 80    | 72    | 0     | 0     | 0     | 1.000    |
| 2008  | 巨人     | 2     | 2     | 0     | 0     | 0     | 1.000    |
| 2009  | 巨人     | 4     | 2     | 0     | 0     | 0     | 1.000    |
| 2010  | 巨人     | 30    | 26    | 0     | 2     | 0     | .929     |
| 2011  | 巨人     | 37    | 38    | 2     | 0     | 0     | 1.000    |
| 2012  | 巨人     | 41    | 29    | 0     | 0     | 0     | 1.000    |
| 2013  | 巨人     | 48    | 35    | 2     | 0     | 0     | 1.000    |
| 2014  | 巨人     | 25    | 23    | 0     | 0     | 0     | 1.000    |
| 2015  | 巨人     | 3     | 1     | 0     | 0     | 0     | 1.000    |
| 2015  | 日本ハム | 11    | 15    | 1     | 0     | 0     | 1.000    |
| '15計 | 日本ハム | 14    | 16    | 1     | 0     | 0     | 1.000    |
| 通算  | 通算     | 456   | 515   | 12    | 5     | 2     | .991     |

### 記録
初記録
- 初出場：2003年8月19日、対横浜ベイスターズ24回戦（東京ドーム）、7回裏にロベルト・ペタジーニの代走で出場
- 初打席：2003年8月22日、対ヤクルトスワローズ22回戦（明治神宮野球場）、8回表に坂元弥太郎から死球
- 初先発出場：2004年7月24日、対横浜ベイスターズ18回戦（横浜スタジアム）、八番・右翼手で先発出場、4打数1安打1打点
- 初安打・初打点：同上、4回表に吉見祐治から中前適時打
- 初本塁打：2004年7月25日、対横浜ベイスターズ19回戦（横浜スタジアム）、5回表にスコット・マレンから右越ソロ
- 初盗塁：2005年7月8日、対広島東洋カープ10回戦（広島市民球場）、7回表に二盗（投手は横山竜士、捕手は石原慶幸）

その他の記録
- 代打でシーズン19安打：2013年 ※巨人球団記録
- 代打の代打で満塁本塁打：2007年5月31日、対福岡ソフトバンクホークス2回戦 ※NPB史上8人目[31]

### 背番号
- 48（2003年 - 2015年途中）
- 37（2015年途中 - 2018年）
- 74（2020年 - 2022年）
- 80（2024年 - ）

### 登場曲
- 「怒りの獣神」弘妃由美（2004年）
- 「My Way」Def Tech（2005年）
- 「SCARY」THE MAD CAPSULE MARKETS（2006年）
- 「NO HORIZON」SYZA（2007年 - 2010年）
- 「太陽」SYZA（2010年 - 2012年）
- 「My Revolution」渡辺美里（2010年）
- 「Livin' On A Prayer」Bon Jovi（2010年）
- 「Shoot To Thrill」AC/DC（2011年）
- 「Jump」Van Halen（2011年 - 2015年、2017年 - ）
- 「Danger Zone」Kenny Loggins（2014年）
- 「Wild Wild Love feat. G.R.L」Pitbull（2015年）
- 「Killing In The Name」Rage Against The Machine（2016年）
- 「START」river(ロマンチック日本代表!!!)（2017年）